# Бельграно II (антарктична станція)
Бельграно II (англ. General Belgrano II Base) — аргентинська науково-дослідна полярна станція, розташована в Антарктиді, на березі моря Ведделла. Ця станція є найпівденнішою постійною станцією Аргентини.

## Історія
1955 року генерал Герман Пухато заснував першу станцію Бельґрано. 5 лютого 1979 року була відкрита станція Бельграно II як послідовниця першої бази. Бельграно III функціонувала 4 роки, в 1980—1984 роках. Зараз функціонує тільки Бельґрано II, яка з 2006 року є найпівденнішою постійною аргентинською станцією.